# نوری‌سلام سانایف
نوری‌سلام سانایف متولد ۹ فوریهٔ ۱۹۹۱ کشتی‌گیر آزادکار تیم ملی قزاقستان است.
از افتخارات وی می‌توان به کسب مدال برنز المپیک ۲۰۲۰ توکیو و مدال برنز مسابقات قهرمانی کشتی جهان ۲۰۱۹ و مدال نقره در مسابقات قهرمانی کشتی جهان ۲۰۱۸ اشاره کرد. وی سابقه حضور در المپیک ۲۰۱۶ ریو را دارد.

## فعالیت حرفه‌ای

### مسابقات قهرمانی کشتی جهان ۲۰۱۸
سانایف در وزن ۵۷ کیلوگرم کشتی آزاد مسابقات قهرمانی کشتی جهان ۲۰۱۸ بوداپست حاضر بود که جاش فایلایوگا از ساموای آمریکا، ارمن آراکلیان از اوکراین، سلیمان آتلی از ترکیه و توماس گیلمن از آمریکا را شکست داد و به فینال رسید. وی در دیدار نهایی از زائور اوگویف کشتی‌گیر روسیه شکست خورد و به مدال نقره بسنده کرد.

### مسابقات قهرمانی کشتی جهان ۲۰۱۹
سانایف در وزن ۵۷ کیلوگرم کشتی آزاد مسابقات قهرمانی کشتی جهان ۲۰۱۹ نورسلطان حاضر بود که در مسابقه های اول تا سوم آناتولی بروییان از مولداوی، هورست لهر از آلمان و اسکار تیگرروس از کلمبیا را شکست داد اما در نیمه نهایی به سلیمان آتلی از ترکیه باخت و به دیدار رده‌بندی رفت. وی در دیدار رده‌بندی استوان میشیچ از صربستان را شکست داد و مدال برنز وزن ۵۷ کیلوگرم را بدست آورد.

### المپیک ۲۰۲۰ توکیو
سانایف در وزن ۵۷ کیلوگرم کشتی آزاد المپیک ۲۰۲۰ توکیو حاضر بود که در کشتی های اول و دوم دیامانتینو یونا فافه از گینه بیسائو و یوکی تاکاهاشی از ژاپن را شکست داد اما در نیمه نهایی به راوی کومار از هند باخت و به دیدار رده‌بندی رفت. وی در دیدار رده‌بندی گئورگی وانگلوف از بلغارستان را شکست داد و مدال برنز وزن ۵۷ کیلوگرم را بدست آورد.